# Núcleo Cultural da Horta
O Núcleo Cultural da Horta é uma instituição cultural da cidade da Horta, Açores, criada a 20 de Março de 1954 (embora só oficialmente reconhecida por despacho ministerial de 24 de Março de 1955), tendo como atribuições estatutárias  promover ou patrocinar estudos históricos, etnográficos, linguísticos e científicos, relativos ao Arquipélago dos Açores e, em especial, às ilhas do Distrito da Horta; promover a publicação ou divulgação de trabalhos culturais, de reconhecido valor; e promover ou patrocinar outras manifestações culturais de várias naturezas, compatíveis com a actividade do Núcleo.

## Origem e fundadores
A partir de meados do século XIX apareceram na cidade da Horta diversas agremiações tendo como objectivo a promoção da cultura nas suas mais diversas facetas. Dado a pequenez demográfica do meio, estas sociedades foram quase sempre efémeras, desaparecendo com os seus principais promotores. Assim, nos finais da década de 1930 e nos princípios da década de 1940, particularmente depois da entrada em vigor do Estatuto dos Distritos Autónomos das Ilhas Adjacentes, que conferia poderes em matéria cultural às Juntas Gerais, a intelectualidade faialense começou a movimentar-se no sentido de contrariar aquilo que entendia ser a decadência intelectual que encontra na Horta, outrora tão rica de talentos privilegiados.
Depois de várias tentativas infrutíferas, foi fundado a 1 de Dezembro de 1939 o Núcleo Cultural Manuel de Arriaga, tendo como objectivo a propaganda literária e artística e de cultura popular. Presidido por Osório Goulart, a instituição foi mais uma vez efémera, ficando muito aquém dos objectivos entusiasticamente traçados. Dez anos depois estava inactivo e quase esquecido e na imprensa faialense voltavam a surgir os apelos à criação de um instituto cultural.
A partir dos princípios da década de 1950 começa a organizar-se um movimento entre a elite cultural do Faial com vista à reconstituição de um organismo cultural de abrangência distrital que pudesse beneficiar dos apoios da Junta Geral do Distrito Autónomo da Horta e fizesse na Horta o que o Instituto Histórico da Ilha Terceira e o Instituto Cultural de Ponta Delgada faziam nos outros dois distritos açorianos.
No culminar deste processo, a 20 de Março de 1954, um grupo de 14 cidadãos constituíram o Núcleo Cultural da Horta (NCH), subscrevendo os seus estatutos. Foram eles: o escritor e conferencista José Osório Goulart (1868-1960); o advogado e professor liceal António Xavier de Mesquita (1888-1963), o médico Alberto Campos de Medeiros (1896-1976), Gabriel Baptista de Simas (1890-1966), o advogado Manuel Linhares de Andrade (1913-2007), o sacerdote e investigador Júlio da Rosa (1924 -), o engenheiro e vulcanólogo Frederico de Menezes Avelino Machado (1918-2000), o farmacêutico António Macedo Lacerda Forjaz (1916-1980), o médico-veterinário Constantino de Freitas Amaral (1916-1995), o escritor e funcionário da Cable & Wireless Manuel dos Santos Lopes (1907-2005), o professor liceal e escritor Tomás da Rosa Pereira Jr. (1921-1994), o professor liceal Manuel Alexandre Madruga (1914-1997), o engenheiro-agrónomo Manuel Ribeiro da Silva (1915-2001) e o professor liceal José Benarús (1915-1997).
Os estatutos foram reconhecidos oficialmente, depois de muitas delongas, por despacho do Ministro da Educação Nacional datado de 24 de Março de 1955, ficando como objectivos estatutários do Núcleo Cultural da Horta promover ou patrocinar estudos históricos, etnográficos, linguísticos e científicos, relativos ao Arquipélago dos Açores e, em especial, às ilhas do Distrito da Horta; promover a publicação ou divulgação de trabalhos culturais, de reconhecido valor; e promover ou patrocinar outras manifestações culturais de várias naturezas, compatíveis com a actividade do Núcleo.
O Núcleo iniciou a sua actividade em estreita ligação com a Junta Geral, que o albergou na sua sede e o financiou. Em 1976, com a extinção do Distrito e a criação da Região Autónoma dos Açores, o núcleo passou a ser apoiado pelo Governo Regional dos Açores, mantendo sempre, embora com períodos de maiFor e menor actividade, uma relevante acção cultural, que inclui a realização de múltiplas conferências, seminários e outros eventos culturais, a edição do Boletim do Núcleo Cultural da Horta e de múltiplas obras avulsas. Ganharam particular destaque a série de colóquios O Faial e a Periferia Açoriana nos Séculos XV a XIX, hoje marcos da actividade cultural açoriana.
A questão das instalações é um dos problemas mais prementes que o NCH enfrenta: depois de ter tido sede provisória nos Paços da Junta Geral até Março de 1966, passou para uma sala da Fayal Coal cedida para esse fim. No decurso da década de 1970, a Sede do NCH passou para o Museu da Horta onde permaneceu até ao início da década de 1990. Depois de alguns anos sem sede fixa, acabou por voltar a arrendar um espaço na antiga Sociedade de Carvão e Fornecimentos do Faial, onde ainda hoje mantém a sua sede provisória.